# Склиры
Склиры (греч. Σκληροί) — знатный византийский род

## Происхождение и ранние представители
Семья происходила из северо-восточной части Малой Азии: из Малой Армении или из фемы Севастии. Из-за места своего происхождения они обычно считаются армянами, хотя нет явных подтверждений этому. В особенности они были связаны с районом около Мелитены, где в 840-х годах был активен один из членов семьи, и где в 970-х и 980-х годах были сосредоточены восстания Варды Склира. Затем Склиры, похоже, перенесли свою базу в фему Анатолик, где в XI веке они обладали значительными владениями.
Хотя семья принадлежала к анатолийской военной аристократии, в IX веке её члены в основном были активны на Балканах: первый известный Склир занимал должность стратига Пелопоннеса в 805 и в 811 годах, тот же пост имел Лев Склир, возможно, сын или племянник предыдущего. Ещё один неизвестный по имени член семьи в 840-х годах находился на службе у арабов и конфликтовал с Умаром аль-Актой, эмиром Мелитены, что, возможно, указывает на падение семьи в эпоху Аморейской династии. Семья, кажется, восстановила видное положение при Василии I Македонянине, поскольку в 869–870 годах упоминается магистр и анфипат Феодор Склир. Его сыновья Антоний и Никита стали патрикиями; Антоний был стратигом Эллады, а Никита, возможно, адмиралом императорского флота, также он возглавлял посольство к мадьярам в 894 году.
Склиры впали в немилость во время правления Льва VI Мудрого, который отдавал предпочтение семьям Дук и Фок. В свою очередь, они, похоже, поддержали узурпацию Романа Лакапина: военачальник Панферий, предположительно член семьи Склиров, стал стратегом Ликанда, затем фракисийской фемы и, наконец, в 944–945 годах доместиком схол, однако после отстранения Лакапинов от власти его сменил Варда Фока Старший.

## Варда Склир и вершина могущества семьи
Самый выдающийся отпрыск семьи, Варда Склир, впервые появляется в 956 году как патрикий и стратиг маленькой пограничной фемы Калудии. Брат и сестра Варды породнились с самыми видными семьями военной аристократии: Константин Склир женился на Софии Фокаине, племяннице Никифора II Фоки, в то время как Мария Склирена вышла замуж за племянника Никифора Иоанна Цимисхия. Последнее имело особое значение для судьбы семьи: хотя Мария умерла до воцарения Цимисхия в 969 году, при нём Склиры достигли высших государственных постов. Варда был назначен доместиком схол Востока, подавив восстание рода Фок во главе с Вардой Фокой Младшим и победив русов в 970 году. Несмотря на временную опалу в 972—974 годах, возможно связанную с заговором против Цимисхия, Склиры оставались среди самых важных семей во время его правления. В 972 году Цимисхий даже выдал дочь Константина Склира Феофано замуж за правителя Священной Римской империи Оттона II.
Смерть Цимисхия в 976 году в очередной раз изменила положение семьи: могущественный паракимомен Василий Лакапин, получивший опеку над молодым императором Василием II, рассматривал Варду Склира как угрозу новой власти и понизил его до дуки Месопотамии. В результате весной 976 года Варда поднял восстание, но потерпел поражение от имперской армии под командованием Варды Фоки Младшего и в 979 году был вынужден искать убежища в халифате Аббасидов вместе со своим братом Константином и сыном Романом. В 987 году Склиры вернулись в Византию и возобновили борьбу за престол. На этот раз Варда Склир заключил союз с Фокой против Василия II, но был предан и заключен в тюрьму Фокой и освобождён только после его поражения и смерти. Несколько месяцев Склир продолжал сопротивление Василию II, но в конце концов он примирился с императором, удостоился звания куропалата и ушёл в отставку, поселившись в Дидимотихоне вместе со своим братом. Судьба его сына Романа Склира неизвестна: он оставался на действительной военной службе, и В. Сейбт предположил, что он служил в качестве дуки Антиохии, но в то время пост занимал Михаил Вурца. Согласно Ж.-К. Шене, Роман, возможно, был либо заместителем Вурца, либо даже занимал пост стратопедарха или доместика схол.

## Возвышение и упадок в XI веке
В отличие от своих бывших соперников Фокадов Склиры сумели выжить и сохранить высокие посты при Василии II и его преемниках. Сын Романа Василий Склир засвидетельствован как патрикий при Константине VIII, когда он был отправлен в изгнание и частично ослеплён, но при Романе III Аргире, на чьей сестре Пульхерии он был женат, Василий восстановил своё положение. Он стал магистром и стратигом фемы Анатолик, однако снова подвергся изгнанию в 1032/1033 году.
У Василия Склира и Пульхерии Аргиропулины была дочь, которая стала второй женой Константина Мономаха, впоследствии императора Константина IX. При Мономахе обретают известность два других Склира, Роман и Мария, возможно, дети брата Василия. Мария Склирена стала любовницей Константина IX, в то время как её брат перешёл от стратега фракисийской фемы к высшему званию проэдра и посту дуки Антиохии. Его соперничество с Георгием Маниаком поспособствовало восстанию последнего, и он был одним из главных сторонников успешного восстания Исаака I Комнина. Возможно, он даже стал доместиком схол при Исааке или его преемнике, Константине X Дуке. 
После этого семья утратила свою значимость, и большая часть Склиров конца XI века по большей части были гражданскими чиновниками. Среди наиболее важных из них: протоновелиссим и логофет дрома Андроник Склир; протопроэдр и куропалат Николай, служивший в качестве друнгария виглы; протопроэдр и куропалат Михаил, эксисот и гражданский судья Македонии и Фракии; и магистр Лев Склир, гражданский губернатор Анатолика и фемы Опсикий и хартуларий вестиариев.

## Склиры XII–XIV веков
Склиры не породнились с новой династией Комнинов и, следовательно, потеряли власть. С XII века члены семьи Склиров очень редко упоминаются в источниках: некий Сиф Склир был ослеплён в 1166/67 году за занятия магией; живший на рубеже XIII века Роман Склир, вероятно, обладал большими поместьями; севаст Склир, землевладелец в Серрах в 1336 году; и Димитрий Склир, чиновник митрополии Зихн (неподалёку от Серр) в 1362 году.